# Гран-прі Вінниці
Grand Prix of Vinnytsia — шосейна одноденна велогонка, яка проводиться з 2016 року у Вінницькій області (Україна). Входить в Європейського туру UCI, маючи категорію 2.1.

## Історія
Спільно з етапом чемпіонату України в гонці-критеріум та Гран-прі ISD, яке проводилася наступного дня, до певної міри може вважати правонаступницею зниклого Гран-прі Донецька.

## Призери
Гран-прі Вінниці 2015
- Чемпіон:  Віталій Буц
- Срібний призер:  Анатолій Пахтусов
- Бронзовий призер:  Андрій Хрипта

Гран-прі Вінниці 2016
- Чемпіон:  Сергій Попок
- Срібний призер:  Нурболат Кулімбетов
- Бронзовий призер:  Юрій Метлюшенко